# Knollengemüse
Knollengemüse ist ein Sammelbegriff für Gemüse, bei dem der Primärspross sich zu einem knollenförmigen Speicherorgan verdickt. Bei diesem essbaren Speicherorgan handelt es sich nicht um eine Wurzel, obwohl sie im Boden wächst, sondern um ein Rhizom. Dieser Unterschied wird deshalb gemacht, weil das Gewebe, aus dem das Speicherorgan entsteht, seinen Ursprung im eigentlich oberirdischen Spross und nicht in der Wurzel hat.
Nach der Herkunft des Gewebes kann noch einmal unterschieden werden zwischen
- Orthotropen Sprossknollen, die nur das unterste Achsenstück umfassen (Hypokotylknollen)
Beispiele: Steckrübe, Rote Rübe, Radieschen, Kerbelrübe
- Orthotropen Sprossknollen, die mehrere Internodien umfassen
Beispiele: Knollensellerie, Kohlrabi
- Plagiotrope Ausläuferknollen
Beispiel: Knollenziest